# Olympische Sommerspiele 2024/Gewichtheben – Bantamgewicht (Männer)
Das Gewichtheben der Männer in der Klasse bis 61 kg (Bantamgewicht) bei den Olympischen Sommerspielen 2024 in Paris fand am 7. August 2024 in der Arena Paris Sud 6 statt. Der Chinese Li Fabin, der in Tokio mit einer Zweikampfleistung von 313 kg gewann, konnte seinen Titel mit einer Zweikampfleistung von 310 kg verteidigen.

## Titelträger
| Olympische Spiele 2020         | Li Fabin            | 313 kg | Tokio     |
| Weltmeisterschaften 2023       | Li Fabin            | 308 kg | Riad      |
| Afrikameisterschaften 2024     | Abdelrahman Ibrahim | 261 kg | Ismailia  |
| Panamerikameisterschaften 2024 | Héctor Viveros      | 264 kg | Caracas   |
| Asienmeisterschaften 2024      | Pak Myong-jin       | 306 kg | Taschkent |
| Europameisterschaften 2024     | Gabriel Marinow     | 281 kg | Sofia     |
| Ozeanienmeisterschaften 2024   | Morea Baru          | 262 kg | Auckland  |

## Rekorde

### Bestehende Rekorde
Vor Beginn der Olympischen Spiele waren folgende Rekorde gültig:
| Weltrekord         | Reißen    | Li Fabin             | 146 kg | Phuket  | 2. April 2024      |
| Weltrekord         | Stoßen    | Hampton Morris       | 176 kg | Phuket  | 2. April 2024      |
| Weltrekord         | Zweikampf | Li Fabin             | 318 kg | Pattaya | 19. September 2019 |
|                    |           |                      |        |         |                    |
| Olympischer Rekord | Reißen    | Olympischer Standard | 142 kg |         | 1. November 2018   |
| Olympischer Rekord | Stoßen    | Li Fabin             | 172 kg | Tokio   | 25. Juli 2021      |
| Olympischer Rekord | Zweikampf | Li Fabin             | 313 kg | Tokio   | 25. Juli 2021      |

### Neue Rekorde
| Olympischer Rekord | Reißen | Li Fabin | 143 kg | Paris | 7. August 2024 |

## Qualifikation
Die zehn höchstplatzierten Athleten der Qualifikationsrangliste erhielten einen Quotenplatz. Dabei war nur ein Athlet pro Land zu berücksichtigen. Pro Geschlecht durften jedoch nur maximal drei Sportler eines NOKs über drei Gewichtsklassen verteilt eingesetzt werden. Zudem war ein Quotenplatz für denjenigen kontinentalen Verband vorgesehen, dessen Athleten sich nicht über die Qualifikationsrangliste einen Startplatz sichern konnten. Dabei erhielt der höchstplatzierte teilnahmeberechtigte Athlet dieses kontinentalen Verbandes den Quotenplatz. Um teilnahmeberechtigt zu sein, mussten die Athleten an den Weltmeisterschaften 2023, dem IWF World Cup 2024 und an mindestens drei weiteren Qualifikationsturnieren teilnehmen.

## Endergebnis
| Rang | Athlet              | Nation             | Kgw. | Reißen (kg) | Reißen (kg) | Reißen (kg) | Reißen (kg) | Stoßen (kg) | Stoßen (kg) | Stoßen (kg) | Stoßen (kg) | Zweikampf |
| Rang | Athlet              | Nation             | Kgw. | 1           | 2           | 3           | Gesamt      | 1           | 2           | 3           | Gesamt      | Zweikampf |
| ---- | ------------------- | ------------------ | ---- | ----------- | ----------- | ----------- | ----------- | ----------- | ----------- | ----------- | ----------- | --------- |
| 1    | Li Fabin            | China              |      | 137         | 140         | 143         | 143 OR      | 167         | 167         | 172         | 167         | 310       |
| 2    | Theerapong Silachai | Thailand           |      | 127         | 130         | 132         | 132         | 167         | 169         | 171         | 171         | 303       |
| 3    | Hampton Morris      | Vereinigte Staaten |      | 122         | 125         | 126         | 126         | 168         | 172         | 178         | 172         | 298       |
| 4    | Mohamad Aniq Kasdan | Malaysia           |      | 126         | 130         | 130         | 130         | 167         | 174         | 174         | 167         | 297       |
| 5    | Morea Baru          | Papua-Neuguinea    |      | 118         | 122         | 122         | 118         | 150         | 157         | 161         | 161         | 279       |
| 6    | Schota Mischwelidse | Georgien           |      | 114         | 121         | 128         | 121         | 125         | 135         | 150         | 135         | 256       |
| 7    | Kaimauri Erati      | Kiribati           |      | 95          | 100         | 100         | 100         | 120         | 120         | 124         | 120         | 220       |
| —    | Eko Yuli Irawan     | Indonesien         |      | 135         | 135         | 139         | 135         | 162         | 162         | 165         | —           | DNF       |
| —    | Iwan Dimow          | Bulgarien          |      | 134         | 134         | 135         | —           | —           | —           | —           | —           | DNF       |
| —    | Sergio Massidda     | Italien            |      | 132         | 134         | 134         | —           | —           | —           | —           | —           | DNF       |
| —    | Trịnh Văn Vinh      | Vietnam            |      | 128         | 128         | 128         | —           | —           | —           | —           | —           | DNF       |
| —    | John Ceniza         | Philippinen        |      | 125         | 125         | 125         | —           | —           | —           | —           | —           | DNF       |